# Operatie Tatara
Operatie Tatara was een Japanse zelfmoordoperatie die werd uitgevoerd met twintig kaitens. 

## Geschiedenis
Op 29 maart 1945 werden de kaitens door vier moederonderzeeboten in de richting van de Amerikaanse vloot  rond Okinawa gebracht. Door de sterke Amerikaanse onderzeebootverdediging kon geen van de kaiten tot actie overgaan. De Amerikanen wisten via onder meer luchtpatrouilles de Japanners te traceren en brachten de I-44 en de I-56 tot zinken. De andere twee onderzeeboten, de I-47 en de I-58, keerden schadevrij terug naar de basis. 